# LPRng
L'aplicació LPRng és una implementació millorada, estesa i portable de l'administrador d'impressió LPR de Berkeley, també conegut com a Line Printer Daemon protocol, Berkeley printing system o LPR/LPD.

## Programes
- lpc: És el programa de control del dimoni lpd.
- lpd: És el dimoni de cues d'impressió.
- lprm: És el programa d'eliminació de treballs.
- lpr: És el programa d'encuament de treballs.